# Napad na zračnu luku Aden
Napad na zračnu luku Aden bio je napad jemenskih pobunjeničkih skupina Nacionalne oslobodilačke fronte i  Fronte za oslobođenje okupiranoga Južnog Jemena na postaju Kraljevskih zračnih snaga Khormaksar, Aden. Zbio se za vrijeem Adenske krize. Napadači su 17. rujna 1965. bacili granatu na zračn luku. Ishod je bio devet ozlijeđenih osoba. Broj stradalih na napadačkoj strani nije poznat.